# Ложечница гренландская
Ложечница гренландская (лат. Cochleária groenlandica) — вид растений рода Ложечница (Cochlearia) семейства Капустные (Brassicaceae). К данному виду по современной классификации также относится Ло́жечница аркти́ческая, или Ло́жечная трава́ аркти́ческая (лат. Cochleária árctica), ранее выделявшаяся в самостоятельный таксон.
Встречается на побережье Северного Ледовитого океана, на песчаных местах и склонах в Арктике и на Камчатке.
Надземная часть содержит до цветения 0,3—1,17 % эфирного масла (на сухую массу). Масло имеет острый (горчичный) запах и содержит 87—98 % бутил-горчичного масла, небольшое количество лимонена, рафанола.
Свежую зелень используют как пряно-вкусовую приправу к кушаньям.

## Ботаническое описание
Двулетнее растение 7—40 см высотой с многочисленными побегами до 20 см длиной.
Прикорневые листья черешковые, лопатчатые, продолговато-овальные или овальные, пластинка с округлым или даже почковидным основанием или постепенно суженная в черешок. Стеблевые листья продолговатые или овальные, сидячие или суженные в короткий черешок, цельнокрайные или зубчатые, самые верхние стеблеобъемлющие, с сердцевидным основанием.
Лепестки белые, 3,4—4 мм длиной. Цветоносы при плодах 0,3—0,8 см длиной. Цветение в июне — июле.
Плод — эллиптический стручок, 5—7 мм длиной, с коричневыми семенами. Размножается семенами.
В первый год образуется розетка, на второй год растение может обильно цвести и плодоносить; весь цикл развития от весеннего отрастания до обсеменения укладывается в 2,5 месяца.

## Хозяйственное значение и применение
Ложечница гренландская известна в Арктике своими противоцинготными свойствами, хотя содержание аскорбиновой кислоты в ней невысоко.
Свежая трава по вкусу напоминает кресс-салат (Lepidium sativum). Надземные части растения едят свежими в виде салата, солят на зиму. Благодаря присутствию эфирного масла зелень имеет приятный вкус и запах, её используют и как пряную приправу к разным блюдам. Особенно ценится это растение в Скандинавии. Раньше солёную ложечницу брали бочками на корабли, отправлявшиеся в дальние плавания, чтобы предупредить цингу у моряков.
В гомеопатии и народной медицине ложечницу применяют при ожирении, расстройстве пищеварения, дерматитах. В надземной части до 0,3 % алкалоидов, один из которых снижает кровяное давление.
Поедается крупно рогатым скотом и овцами.

## Классификация

### Таксономия[3]
Cochlearia groenlandica L., 1753, Sp. Pl. : 647
Вид Ложечница гренландская относится к роду Ложечница (Cochlearia) семейства Капустные (Brassicaceae) порядка Капустоцветные (Brassicales). Кладограмма в соответствии с Системой APG IV по состоянию на июнь 2023 года:
|  |                                      |  |                                   |                                   |                     |  | ещё 16 семейств | ещё 16 семейств |                        |  |  |  | еще 16 подтвержденных вида и 27 видов, ожидающих подтверждения |
|  |                                      |  |                                   |                                   |                     |  | ещё 16 семейств | ещё 16 семейств |                        |  |  |  | еще 16 подтвержденных вида и 27 видов, ожидающих подтверждения |
|  |                                      |  |                                   | порядок Капустоцветные            |                     |  |                 |                 | род Ложечница          |  |  |  |                                                                |
|  |                                      |  |                                   | порядок Капустоцветные            |                     |  |                 |                 | род Ложечница          |  |  |  |                                                                |
|  | отдел Цветковые, или Покрытосеменные |  |                                   |                                   | семейство Капустные |  |                 |                 | Ложечница гренландская |  |  |  |                                                                |
|  | отдел Цветковые, или Покрытосеменные |  |                                   |                                   | семейство Капустные |  |                 |                 |                        |  |  |  |                                                                |
|  |                                      |  | ещё 63 порядка цветковых растений | ещё 63 порядка цветковых растений |                     |  |                 | ещё 354 рода    | ещё 354 рода           |  |  |  |                                                                |
|  |                                      |  |                                   | ещё 63 порядка цветковых растений |                     |  |                 |                 | ещё 354 рода           |  |  |  |                                                                |

### Синонимы
- Cochlearia arctica  Schltdl.  ex  DC.
- Cochlearia arctica subsp. arctica  –
- Cochlearia arctica subsp. oblongifolia  (DC.)  V.V.Petrovsky
- Cochlearia fenestrata  R.Br.  ex  DC.
- Cochlearia fenestrata  R.Br.
- Cochlearia groenlandica subsp. islandica  (Pobed.)  Á.Löve
- Cochlearia islandica  Pobed.
- Cochlearia lenensis  Adams  ex  Fisch.
- Cochlearia oblongifolia  DC.
- Cochlearia officinalis subsp. arctica  (Schltdl.)  Hultén
- Cochlearia officinalis subsp. groenlandica  (L.)  A.E.Porsild
- Cochlearia officinalis subsp. oblongifolia  (DC.)  Hultén
- Cochlearia officinalis var. arctica  (DC.)  Gelert
- Cochlearia officinalis var. groenlandica  (L.)  Gelert
- Cochlearia officinalis var. oblongifolia  (DC.)  Gelert
- Cochlearia polaris  Pobed.
- Cochleariopsis groenlandica  (L.)  Á.Löve  & D.Löve
- Cochleariopsis groenlandica subsp. arctica  (DC.)  Á.Löve  & D.Löve
- Cochleariopsis groenlandica subsp. oblongifolia  (DC.)  Á.Löve  & D.Löve
- Draba cochlearioides  Turcz.  ex  Besser